# Flero
Flero est une commune italienne de la province de Brescia dans la région Lombardie en Italie.

## Administration
| Période                                  | Période | Identité | Étiquette | Qualité |
| ---------------------------------------- | ------- | -------- | --------- | ------- |
|                                          |         |          |           |         |
| Les données manquantes sont à compléter. |         |          |           |         |

### Communes limitrophes
Brescia, Capriano del Colle, Castel Mella, Poncarale, San Zeno Naviglio

## Personnalités
- Ludovico Bettoni, (1829-1901), Maire, Député et Sénateur
- Miguel Maria Giambelli, (1920-2010), évêque barnabite
- Andrea Pirlo, (1979- ), joueur de football international italien, champion du monde en 2006 avec l'Italie et entraîneur de football professionnel